# Асакура (Фукуока)

Аса́кура (яп. 朝倉市, あさくらし, МФА: [asakuɾa ɕi̥]?) — місто в Японії, в префектурі Фукуока.     Отримало статус міста 2006 року. Площа становить 246,73 км². Станом на 1 липня 2012 року населення складало 55 420  осіб, густота населення — 225 осіб/км².     

## Історія
У 1623–1871 роках містечко Акідзукі, складова сучасної Асакура, було центром автономного уділу Акідзукі, що належав самурайському роду Курода. 1876 року у ньому вибухнуло антиурядове повстання нетитулованої шляхти, що було придушене армією.
Асакура отримала статус міста 20 березня 2006 року.